# Akášagarbha

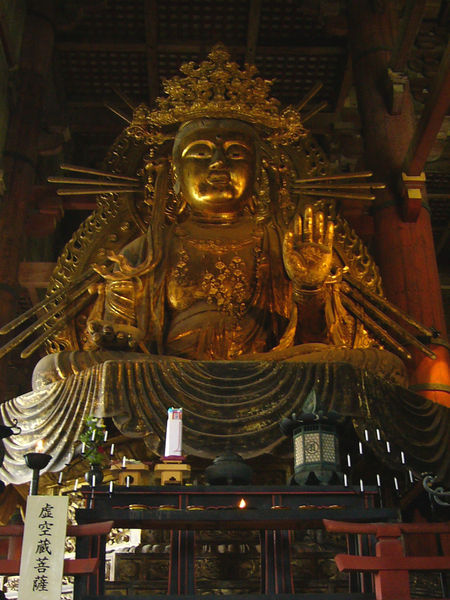
Socha Akášagarbhy v chrámu Tódaidži.

Akášagarbha je jeden z osmi velkých bódhisattvů čínského buddhismu. V Japonsku, kde je znám pod jménem Kukúzó, bývá jeho kult rozšířen především mezi stoupenci školy Šingon. Jako mnoho dalších, i tento bódhisattva má své mantry, které slouží k jeho velebení. Někdy bývá vyobrazován společně se Samantabhadrou.